# Eucharitidae
Eucharitidae is een insectenfamilie van parasitaire wespen uit de orde van de vliesvleugeligen. Ze omvat meer dan vijftig geslachten en meer dan 400 soorten. Het is de enige bekende insectenfamilie die parasitoïden zijn van mierenlarven. Elke soort parasiteert meestal een bepaalde mierensoort, maar sommige geslachten als Orasema en Eucharis gebruiken meerdere mierensoorten als gastheer. Het zijn kleine tot middelgrote wespen, 2 tot 5,4 mm lang. De meeste soorten komen voor in tropische gebieden. In het Palearctisch gebied telt de familie weinig vertegenwoordigers, en in Nieuw-Zeeland en sommige kleine eilanden in Oceanië is ze afwezig.

## Levenswijze
Eucharitidae leggen hun eieren in of op plantenweefsel op een afstand van de mierenkolonie. De minuscule actieve eerste instars, planidia genaamd, zijn 0,13 mm lang en deze moeten zich toegang verschaffen tot de mierenkolonie. Ze kunnen zich hechten aan voorbijtrekkende mieren of een tussengastheer gebruiken zoals een onvolwassen trips, die door foeragerende mieren naar de mierenkolonie wordt vervoerd. Eenmaal daar hechten ze zich aan een mierenlarve. Sommige soorten ontwikkelen zich dan als endoparasiet in de mierenlarve, andere blijven extern. Alle soorten eindigen hun ontwikkeling echter als ectoparasiet. De ontwikkeling van de wespenlarve kost het leven aan de mierenlarve. Nadat ze zijn verpopt worden de volwassen wespen door de mieren verzorgd en gevoed alsof ze hun eigen nakomelingen zijn. De wespen hebben immers de geur van hun gastheer aangenomen sinds ze in de mierenkolonie zijn binnengedrongen en roepen daarom geen agressie op bij de mieren. Wanneer de geur begint te verdwijnen, verlaten de wespen de mierenkolonie om zich te gaan voortplanten.
Voorbeelden:
- Orasema simulatrix; deze wespen leggen hun eieren in inkepingen die ze maken op bladeren van Chilopsis linearis, een boom uit de trompetboomfamilie. Hun gastheer is de mier Pheidole desertorum, die 's nachts de dominante mierensoort is in de kruin van Chilopsis linearis.[2]
- Eucharis adscendens is een parasiet van de behaarde bosmier (Formica rufa). Ze legt haar eieren in de bloemen van sikkelkruid (Falcaria vulgaris). De langzame planidia hechten zich aan mieren die de bloemen bezoeken.[3]

## Geslachten
(Indicatie van aantallen soorten per geslacht tussen haakjes)
- Akapala Girault, 1934 (2)
- Ancylotropus Cameron, 1909 (6)
- Anorasema Boucek, 1988 (2)
- Apometagea Heraty, 2002 (1)
- Athairocharis Heraty, 2002 (2)
- Austeucharis Boucek, 1988 (14)
- Babcockiella Heraty, 2002 (4)
- Carletonia Heraty, 2002 (1)
- Colocharis Heraty, 2002 (2)
- Cyneucharis Heraty, 2002 (1)
- Chalcura Kirby, 1886 (30)
- Cherianella Narendran, 1994 (6)
- Dicoelothorax Ashmead, 1899 (2)
- Dilocantha Shipp, 1894 (5)
- Eucharis Latreille, 1804 (47)
- Eucharissa Westwood, 1868 (5)
- Galearia Brullé, 1846 (2)
- Gollumiella Hedqvist, 1978 (9)
- Hydrorhoa Kieffer, 1905 (7)
- Indosema Husain & Agarwal, 1983 (1)
- Isomerala Shipp, 1894 (3)
- Kapala Cameron, 1884 (16)
- Lasiokapala Ashmead, 1899 (1)
- Latina Koçak & Kemal, 2008 (4)
- Leurocharis Heraty, 2002 (1)
- Lirata Cameron, 1884 (8)
- Liratella Girault, 1913 (1)
- Lophyrocera Cameron, 1884 (7)
- Mateucharis Boucek & Watsham, 1982 (3)

- Mictocharis Heraty, 2002 (1)
- Mimistaka Heraty, 2005 (1)
- Neolosbanus Heraty, 1994 (16)
- Neostilbula Heraty, 2002 (1)
- Obeza Heraty, 1985 (8)
- Orasema Cameron, 1884 (56)
- Orasemorpha Boucek, 1988 (9)
- Palaeocharis Heraty & Darling, 2009 (1)
- Parakapala Gemignani, 1937 (3)
- Parapsilogastrus Ghesquière, 1946 (6)
- Pogonocharis Heraty, 2002 (1)
- Pseudochalcura Ashmead, 1904 (14)
- Pseudometagea Ashmead, 1899 (8)
- Psilocharis Heraty, 1994 (9)
- Psilogasteroides Brèthes, 1910 (1)
- Rhipipalloidea Girault, 1934 (2)
- Saccharissa Kirby, 1886 (4)
- Schizaspidia Westwood, 1835 (28)
- Stilbula Spinola, 1811 (35)
- Stilbuloida Boucek, 1988 (2)
- Striostilbula Boucek, 1988 (1)
- Substilbula Boucek, 1988 (4)
- Thoracantha Latreille, 1825 (3)
- Thoracanthoides Girault, 1928 (1)
- Timioderus Waterston, 1916 (5)
- Tricoryna Kirby, 1886 (15)
- Zulucharis Heraty, 2002 (7)